# Taniec ze smokami

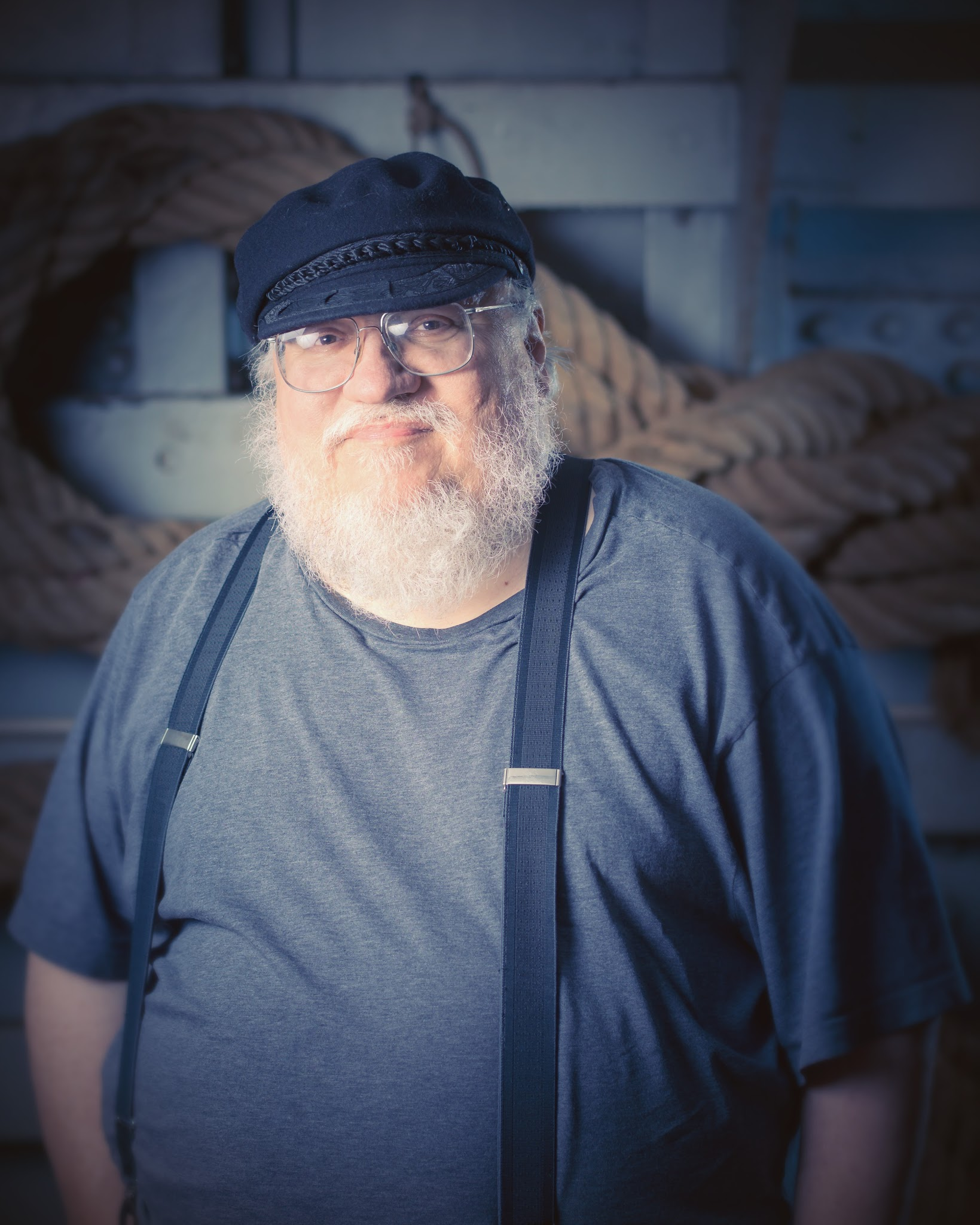
George R R Martin autor powieści

Taniec ze smokami (tytuł oryg. A Dance with Dragons) – piąta część cyklu fantasy Pieśń lodu i ognia amerykańskiego pisarza George’a R.R. Martina. W roku 2012 książka otrzymała nominację do Nagrody Hugo za najlepszą powieść oraz zdobyła Nagrodę Locusa dla najlepszej powieści fantasy.
Pierwsze wydanie, w języku angielskim, pochodzi z roku 2011. Polskie tłumaczenie zostało wydane w tym samym roku nakładem wydawnictwa Zysk i S-ka (pewną różnicą w tym tłumaczeniu względem oryginalnego wydania jest to, że książka została podzielona na 2 tomy). Początek powieści dzieje się chronologicznie równolegle względem Uczty dla wron.

## Narracja
Saga Pieśni lodu i ognia jest opowieścią widzianą oczyma wielu ludzi, często przebywających od siebie bardzo daleko. W piątej części sagi możemy wyróżnić osiemnastu bohaterów. W przeciwieństwie do trzech pierwszych części sagi rozdziały im przypisane nie zawsze są podpisane ich imionami również poza prologiem:
- Varamyr Sześć Skór – dziki i potężny zmiennoskóry, występuje tylko w Prologu
- Jon Snow – Lord Dowódca Nocnej Straży, bękarci syn Eddarda Starka
- Brandon Stark – syn Eddarda Starka, uważany za zmarłego
- Davos Seaworth – Namiestnik Stannisa Baratheona, lord Deszczowego Lasu, były przemytnik
- Theon Greyjoy – syn Balona Greyjoya nazywany „Sprzedawczykiem”, uważany za zmarłego
- Asha Greyjoy – córka Balona Greyjoya, pretendentka do tronu Żelaznych Wysp i żona Erika Ironmakera
- Lady Melisandre – kapłanka R'hllora pochodząca z Asshai
- Daenerys Targaryen – córka Aerysa Obłąkanego i siostra Żebraczego Króla nazywana Matką smoków i Daenerys Zrodzoną w Burzy, królowa Meereen i pretendentka do tytułu władcy Siedmiu Królestw
- Tyrion Lannister – syn Tywina Lannistera, karzeł oskarżony o zamordowanie Joffreya Baratheona
- Quentyn Martell – syn Dorana Martella, księcia Dorne
- Barristan Selmy – gwardzista Daenerys Targaryen, jeden z najlepszych wojowników znanych w Westeros
- Jon Connington – były Namiestnik Aerysa Obłąkanego i były lord Gniazda Gryfów, uważany za zmarłego
- Victarion Greyjoy – Brat Balona i Eurona Greyjoyów, kapitan Żelaznej Floty, pretendent do tronu Żelaznych Wysp
- Arya Stark – młodsza córka Eddarda Starka, szkoląca się na Człowieka Bez Twarzy, uważana za zmarłą
- Areo Hotah – kapitan straży Dorana Martella
- Jaime Lannister – syn Tywina Lannistera, kapitan Gwardii Królewskiej Tommena, Młodocianego Króla; zarówno prawdziwy ojciec Joffreya i Tommena Baratheonów.
- Cersei Lannister – córka Tywina Lannistera, wdowa po królu Robercie Baratheonie i matka Tommena Baratheona, Młodocianego Króla.
- Kevan Lannister – Regent Królestwa, brat Tywina Lannistera dziadka Tommena, Młodocianego Króla, występuje tylko w Epilogu